# Lagoa dos Três Cantos
Lagoa dos Três Cantos is een gemeente in de Braziliaanse deelstaat Rio Grande do Sul. De gemeente telt 1.633 inwoners (schatting 2009).